# Bière à la pression
Pour les articles homonymes, voir Bière (homonymie).
 (avril 2016).
Si vous disposez d'ouvrages ou d'articles de référence ou si vous connaissez des sites web de qualité traitant du thème abordé ici, merci de compléter l'article en donnant les références utiles à sa vérifiabilité et en les liant à la section « Notes et références ».

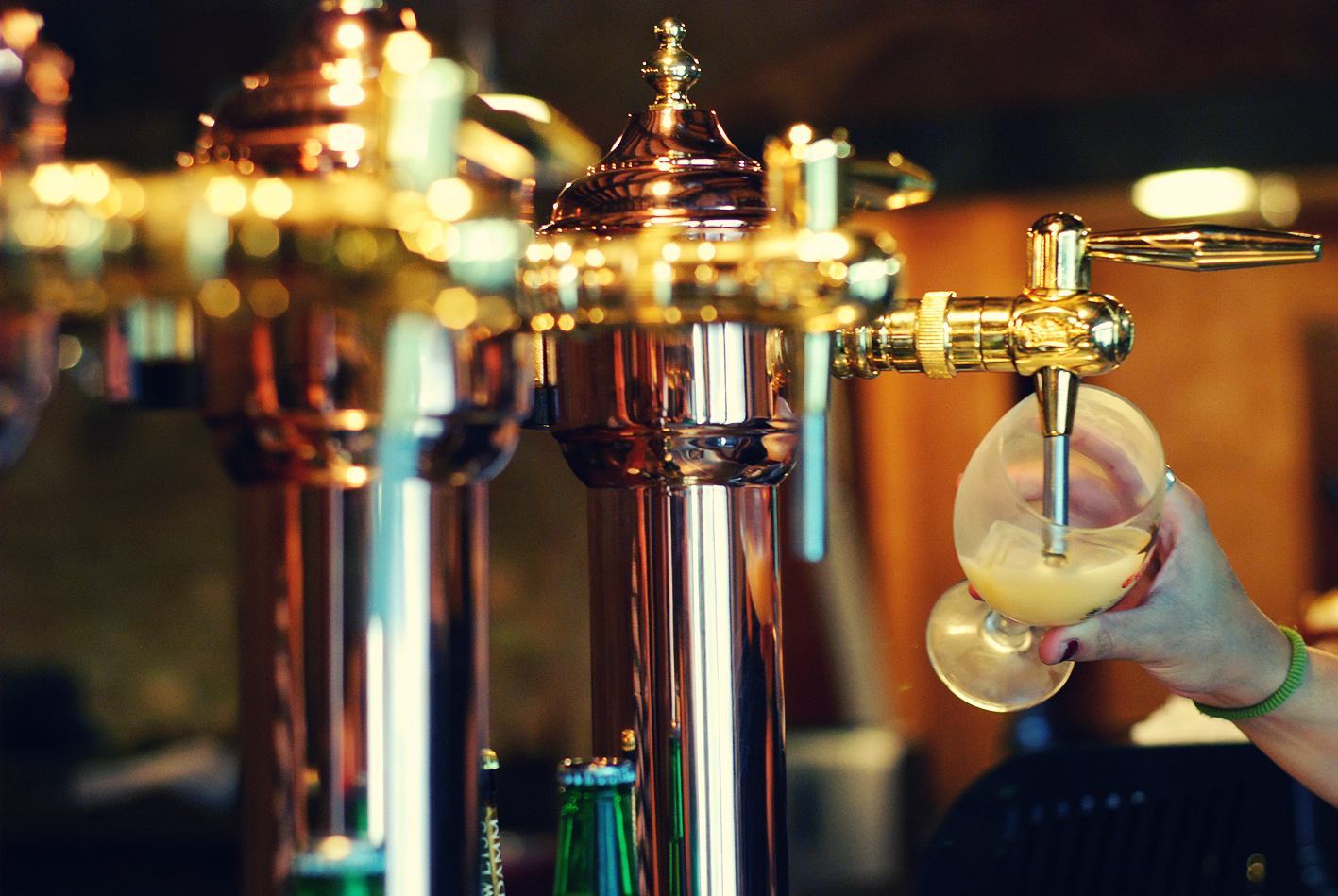
Service à la pression

Une bière à la pression, également connue sous le nom de bière pression ou pression, ou bière en fût au Québec, est une bière soutirée à partir d'une tireuse à bière, très généralement grâce à un système de gazéification à l'aide d'une bonbonne de dioxyde de carbone ou plus rarement d'azote. Ce système s'adapte aussi bien aux fûts métalliques qu'aux tonneaux en bois. Longtemps réservé à l'équipement professionnel des bars et autres comptoirs servant de l'alcool, il est désormais disponible en version domestique, sous différents formats, tel le BeerTender. Il existe même un nouveau dispositif pour reproduire l'effet de la pression grâce à un widget, une petite capsule de gaz s'ouvrant en même temps que la capsule d'une bouteille de bière ou d'une canette.